# Válaszúton (film, 2016)
A Válaszúton (eredeti cím: The Choice) 2016-ban bemutatott amerikai romantikus filmdráma, amelyet Bryan Sipe forgatókönyvéből Ross Katz rendezett Nicholas Sparks azonos című regénye alapján. A film zenéjét Marcelo Zarvos szerezte. A főbb szerepekben Benjamin Walker, Teresa Palmer, Maggie Grace, Alexandra Daddario, Tom Welling és Tom Wilkinson látható.
Az Amerikai Egyesült Államokban 2016. február 9-én került mozikba a Lionsgate forgalmazásában. Magyarországon a Digi Film mutatta be.

## Szereplők
| Szerep       | Színész            | Magyar hang       |
| ------------ | ------------------ | ----------------- |
| Travis       | Benjamin Walker    | Fehér Tibor       |
| Gabby        | Teresa Palmer      | Tamási Nikolett   |
| Steph        | Maggie Grace       | Sallai Nóra       |
| Monica       | Alexandra Daddario | Andrusko Marcella |
| Ryan         | Tom Welling        | Posta Victor      |
| Shep         | Tom Wilkinson      | Szilágyi Tibor    |
| Ben          | Brad James         | Horváth Illés     |
| Mr. Holland  | Wilbur Fitzgerald  | Sörös Sándor      |
| Matt         | Jesse C. Boyd      | Dér Zsolt         |
| Dr. McCarthy | Brett Rice         | Barbinek Péter    |
| Cora         | Sharon Blackwood   | Rátonyi Hajni     |